# Waterman (Hearts of Soul)
Waterman is een single van Hearts of Soul. Waterman verwijst naar het sterrenbeeld Waterman.

## Achtergrond
Waterman was na de winst op het Nationaal Songfestival 1970 de Nederlandse afvaardiging voor het Eurovisiesongfestival 1970. Het liedje is geschreven door festivalveteraan Pieter Goemans. Hij schreef (mee aan) de eerdere inzendingen Een speeldoos en Wat een dag. Herre Jager maakte twee arrangementen, een voor de nationale rondes en een voor het internationale evenement. Op de single werd Hearts of Soul begeleid door een orkest onder leiding van Ferry Wienneke.
Waterman werd uiteindelijk zevende op het songfestival, dat werd gehouden in het RAI Congrescentrum in Amsterdam. Ze werden aldaar begeleid door het orkest onder leiding van Dolf van der Linden.
Voor een van de drie zusjes uit Hearts of Soul, Stella Maessen, was het het tweede optreden op een dergelijk festival. Zij had het jaar daarvoor Lenny Kuhr bijgestaan in De troubadour. In 1977 kwam ze ook terug, maar dan voor België met A million in one, two, three en een herhaling in 1982 met het lied 'Si tu aimes ma musique', waarmee ze vierde werd.

## Hitnotering
Waterman behaalde geen notering in de Nederlandse Top 40, maar stond wel in de tipparade, waar de achtste plaats de hoogste positie was. Het songfestival bracht de dames ook later geen succes in de hitparades.
1956: De vogels van Holland / Voorgoed voorbij · 1957: Net als toen · 1958: Heel de wereld · 1959: 'n Beetje · 1960: Wat een geluk · 1961: Wat een dag · 1962: Katinka · 1963: Een speeldoos · 1964: Jij bent mijn leven · 1965: 't Is genoeg · 1966: Fernando en Filippo · 1967: Ring-dinge-ding · 1968: Morgen · 1969: De troubadour · 1970: Waterman · 1971: Tijd · 1972: Als het om de liefde gaat · 1973: De oude muzikant · 1974: Ik zie een ster · 1975: Ding-a-dong · 1976: The party's over · 1977: De mallemolen · 1978: 't Is O.K. · 1979: Colorado · 1980: Amsterdam · 1981: Het is een wonder · 1982: Jij en ik · 1983: Sing me a song · 1984: Ik hou van jou · 1986: Alles heeft ritme · 1987: Rechtop in de wind · 1988: Shangri-la · 1989: Blijf zoals je bent · 1990: Ik wil alles met je delen · 1992: Wijs me de weg · 1993: Vrede · 1994: Waar is de zon · 1996: De eerste keer · 1997: Niemand heeft nog tijd · 1998: Hemel en aarde · 1999: One good reason · 2000: No goodbyes · 2001: Out on my own · 2003: One more night · 2004: Without you · 2005: My impossible dream · 2006: Amambanda · 2007: On top of the world · 2008: Your heart belongs to me · 2009: Shine · 2010: Ik ben verliefd (sha-la-lie) · 2011: Never alone · 2012: You and me · 2013: Birds · 2014: Calm after the storm · 2015: Walk along · 2016: Slow down · 2017: Lights and shadows · 2018: Outlaw in 'em · 2019: Arcade · 2020: Grow · 2021: Birth of a new age · 2022: De diepte · 2023: Burning daylight · 2024: Europapa